# Drypetes darimontiana
Drypetes darimontiana là một loài thực vật có hoa trong họ Putranjivaceae. Loài này được J.Léonard mô tả khoa học đầu tiên năm 1965.